# Клейнрок, Леонард
Леонард Клейнрок (англ. Leonard Kleinrock; род. 13 июня 1934, Нью-Йорк) — американский инженер и учёный в области информационных технологий и компьютерных сетей. Профессор Школы инженерного дела и прикладных наук Калифорнийского университета в Лос-Анджелесе. Клейнрок внёс существенный вклад в развитие компьютерных сетей и сыграл важную роль в развитии ARPANET в Лос-Анджелесе — сети, ставшей предшественником Интернета.
Его теоретические работы по иерархической маршрутизации по настоящее время используются для работы современного Интернета.

## Биография
Клейнрок родился в Нью-Йорке 13 июня 1934 года в еврейской семье, его отец был родом из Украины. В 1951 году Леонард окончил Высшую научную школу Бронкса, в 1957 году — Сити-колледж со степенью бакалавра по электротехнике. В 1959 году получил степень магистра в электротехнике и информатике в Массачусетском технологическом институте, а в 1963 году там же по этому направлению получил докторскую степень. Вскоре он присоединился к профессорско-преподавательскому составу Калифорнийского университета в Лос-Анджелесе, где и продолжает работать по сей день.
В 1961 году Клейнрок описал технологию, способную разбивать файлы на части и передавать их различными путями через сеть. Он опубликовал свою научную работу, посвящённую цифровым сетевым связям «Информационный поток в больших коммуникационных сетях». Эти идеи легли в основу его докторской диссертации, выводы из которой Клейнрок опубликовал в издании «Коммуникационные сети» (1964). В книге были изложены основные принципы пакетной коммуникации, которые легли в основу современной технологии Интернета.
Его идеи опережали время, поэтому нашли своё широкое применение лишь в конце 1960-х годов, когда ими заинтересовалось Агентство передовых исследовательских проектов (ARPA), одним из направлений деятельности которого стало создание компьютерных технологий для военных целей, в частности, связи. В ARPA была поставлена задача — создать компьютерную сеть, которую могли бы использовать военные для защиты от ядерного нападения. Сеть должна была связать командные пункты системы обороны США. Главным критерием для оценки успешности системы являлась её неуязвимость в момент частичного разрушения от ядерной атаки. Кроме того нужно было обеспечить условия сохранения секретности информации, передаваемой по сети. Для выполнения этого условия была предложена концепция сети, базирующаяся на двух основных идеях: отсутствие центрального компьютера (все компьютеры сети равноправны), пакетный способ передачи файлов сетью. В её основу разработчики положили теорию пакетной пересылки файлов, выдвинутой Л. Клейнроком ещё в 1961 году.
В 1988 году он был председателем группы, представившей в Конгрессе США доклад о создании национальной сети.
В 1991—1995 годах Клейнрок занимал пост председателя Департамента компьютерных наук Калифорнийского университета в Лос-Анджелесе.

## Награды
- Стипендия Гуггенхайма (1970)[11]
- Премия Маркони (1986)
- SIGCOMM Award (1990)
- Мемориальная премия Гарри Гуда (1996)
- Премия Окава (2001)
- Премия Чарльза Старка Дрейпера (2001)
- C&C Prize (2005)
- высшая научная награда США — Национальная научная медаль США, которую 29 сентября 2008 года в Белом доме ему вручил президент Джордж Буш младший:[12]

Национальная научная медаль 2007 Леонарду Клейнроку за фундаментальный вклад в математическую теорию современных сетей передачи данных и функциональную спецификацию пакетной коммутации, которая легла в основу интернет-технологий. Его наставничество для поколений студентов привело в итоге к коммерциализации технологии, изменившей мир.
- Премия Дэна Дэвида (2010)
- Зал славы общества Интернета (2012)[13].
- Золотая медаль имени Александра Грэма Белла (2012)
- BBVA Foundation Frontiers of Knowledge Awards (2014)

## Научные труды
- Leonard Kleinrock. Information Flow in Large Communication Nets. — 1961—1962.
- Leonard Kleinrock. Message Delay in Communication Nets with Storage. — 1962.
- Leonard Kleinrock. Communication Nets: Stochastic Message Flow and Design. — McGraw-Hill, 1964. — 220 p. — ISBN 978-0486611051.
  - Клейнрок, Леонид Коммуникационные сети. Стохастические потоки и задержки сообщений / Пер. с англ. В. В. Дубницкого и М. И. Ланина ; Под ред. А. А. Первозванского. — М. : Наука, 1970. — 255 с. : ил.
- Leonard Kleinrock. Queueing Systems: Volume I – Theory. — New York: Wiley Interscience, 1975. — 417 p. — ISBN 978-0471491101.
  - Клейнрок, Леонид Теория массового обслуживания. / Пер. с англ. И. И. Грушко; под ред. В. И. Неймана. — М. : Машиностроение, 1979. — 432 с. : ил.
- Leonard Kleinrock. Queueing Systems: Volume II – Computer Applications. — New York: Wiley Interscience, 1976. — 576 p. — ISBN 978-0471491118.
  - Клейнрок, Леонид Вычислительные системы с очередями. / Пер. с англ. под ред. Б. С. Цыбакова. — М. : Мир, 1979. — 600 с. : ил.
- Leonard Kleinrock, Farok Kamoun. Hierarchical Routing for Large Networks, Performance Evaluation and Optimization. — Computer Networks 1 (3): 155–174. — 1977.
- Leonard Kleinrock, Richard Gail. Queueing Systems: Problems and Solutions. Wiley-Interscience. — 1996. — 240 p. — ISBN 978-0471555681.